# みやき町立中原小学校
みやき町立中原小学校（みやきちょうりつ なかばるしょうがっこう）は、佐賀県三養基郡みやき町大字原古賀にある町立小学校。

## 概要
歴史
1874年（明治7年）に創立した小学校5校（成始・明蒙・研璞・成初・鳴靏）を源流とする。数回の統合・改組・改称を経て、現校名になったのは2005年（平成17年）。尋常高等小学校となった1910年（明治33年）を創立年としており、2020年（令和2年）に創立110周年を迎えた。
校章
中央に校名である「中原」の文字（縦書き）を配している。
校歌
1950年（昭和25年）に制定。歌詞は4番まであり、歌詞中に校名は登場しない。
校区
住所表記で「三養基郡みやき町」の後に「簑原・原古賀」が続く全域。中学校区はみやき町立中原中学校。

## 沿革
- 1874年（明治7年）- 以下の小学校5校が創立。
  - 中原宿に「成始小学校」
  - 綾部村に「明蒙小学校」
  - 堤村に「研璞小学校」
  - 簑原村に「成初小学校」
  - 白石村に「鳴靏小学校」
- 1876年（明治9年）4月 - 「中原小学校」・「綾部小学校」・「堤小学校」（船石分校）が開校。簑原小学校が廃止される。
- 1880年（明治13年）- 綾部小学校が馬立場に移転。
- 1881年（明治14年）- 堤小学校が統合の上、堤分校となる。
- 1884年（明治17年）
  - 8月 - 暴風雨のため、中原小学校舎が被害を受ける。
  - 9月 - 「中等公立中原小学校」に改称。統合により分校4校（原古賀・綾部・簑原・西寒水）を設置。
- 1885年（明治18年）
  - 7月 - 中原小学校本校舎および綾部分校校舎を改築。
  - 10月 - 中原宿が中原に改称。
- 1886年（明治19年）- 小学校令施行により、尋常科（4年制）を設置の上、「尋常中原小学校」に改称。
- 1889年（明治22年）4月1日 - 町村制施行により、三根郡2村（原古賀・蓑原）が合併し、中原村が発足。
- 1892年（明治25年）6月1日 - 堤分校が分離の上、堤尋常小学校として独立[2]。北茂安村・中原村二ヶ村組合立松園高等小学校が設立される。
- 1893年（明治26年）1月18日 - 綾部分校を統合の上、「中原尋常小学校」に改称。原古賀に校舎を設置。
- 1896年（明治29年）4月 - 三根郡、養父郡、基肄郡が統合の上、三養基郡となる。
- 1908年（明治41年）4月 - 改正小学校令により、尋常科が4年制から6年制に変更されたため、尋常科5年を新設。
- 1909年（明治42年）4月 - 尋常科6年を新設。
- 1910年（明治43年）
  - 3月31日 - 北茂安・中原二ヶ村学校組合松園高等小学校が廃止される（学校組合を解消）。
  - 4月1日 - 高等科を併置の上、「中原尋常高等小学校」に改称。現在地に移転。
- 1912年（明治45年）4月 - 高等科に農業科を加える。
- 1913年（大正2年）1月 - 第三校舎が完成目前で倒壊。
- 1915年（大正4年）1月 - 中原図書館が併置される。旧校歌を制定。
- 1916年（大正5年）4月 - 中原農業補習学校を併置。
- 1918年（大正7年）4月 - 第三校舎が完成。
- 1920年（大正9年）3月 - 佐賀県立佐賀中学校三養基分校(旧制) の事務局が設置される。
- 1926年（大正15年）7月 - 併置の農業補習学校が青年訓練所充当となる。
- 1928年（昭和3年）3月 - 併置の農業補習学校が「青年訓練所充当 中原公民学校」に改称。
- 1929年（昭和4年）5月 - 講堂・特別教室が完成。
- 1935年（昭和10年）
  - 6月 - 青年学校令施行により、公民学校が「中原青年学校」に改称。
  - 11月 - 運動場を南側に拡張。
- 1941年（昭和16年）4月1日 - 国民学校令施行により、「中原村国民学校」に改称。尋常科を初等科に改める。
- 1947年（昭和22年）
  - 4月1日
    - 中原村国民学校の初等科が、新制小学校「中原村立中原小学校」（6年制）に改組・改称。
    - 中原村国民学校の高等科が青年学校普通科とともに、新制中学校「中原村立中原中学校」（3年制）に改組され、当初小学校に併置される。

  - 10月 - 第四校舎が完成。
- 1948年（昭和23年）3月31日 - 青年学校が廃止される。
- 1949年（昭和24年）5月 - 中学校校舎（第一期工事）が完成し、一部生徒が移転。
- 1950年（昭和25年）
  - 5月 - 中学校校舎（第二期工事）が完成。
  - 11月 - 新校歌を制定。
- 1952年（昭和27年）
  - 6月 - 第一校舎の補修工事を完了。
  - 12月 - 第二校舎の補修工事を完了。
- 1954年（昭和29年）5月 - 第三校舎が完成。
- 1960年（昭和35年）4月1日 - 国立佐賀療養所内に養護学級を設置。
- 1962年（昭和37年）3月 - 学校給食を開始。
- 1964年（昭和39年）- プールが完成。
- 1971年（昭和46年）
  - 4月1日 - 町制施行により、「中原町立中原小学校」に改称。
  - 8月 - 鉄筋コンクリート造3階建ての新校舎（南棟）が完成。
- 1972年（昭和47年）- 体育館が完成。
- 1977年（昭和52年）3月31日 - 佐賀県立中原養護学校新設に伴い、養護学級を廃止。
- 1978年（昭和53年）5月 - 鉄筋コンクリート造3階建ての新校舎（北棟）が完成。
- 2005年（平成17年）3月1日 - 町制施行により、「みやき町立中原小学校」（現校名）と改称。
- 1993年（平成5年）- 南校舎の大規模改修を完了。
- 1994年（平成6年）- 北校舎の大規模改修を完了。
- 2007年（平成19年） - 放課後児童クラブ「ひまわり」が北校舎1階に移転。
- 2009年（平成21年）- 体育館の耐震工事を完了。プールを改修。
- 2010年（平成22年）- 校舎の耐震補強工事を完了。創立100周年記念式典を挙行。
- 2013年（平成25年）- 放課後児童クラブ「ひまわり」を北校舎の北側に新築。
- 2014年（平成26年）- 特別支援学級を設置。

## 交通
最寄りの鉄道駅
- JR九州 長崎本線 「中原駅」

最寄りの幹線道路
- 福岡県道136号入部中原停車場線・佐賀県道136号早良中原停車場線
- 佐賀県道31号佐賀川久保鳥栖線 「綾部神社前」交差点

## 周辺
- 中原幼稚園
- 原古賀公民北分館
- 原古賀天満宮

## 参考資料
- 「中原町史」（1982年（昭和57年）3月, 中原町史編纂委員会）p.395～402）